# Asthenodipsas
Genre
Asthenodipsas est un genre de serpents de la famille des Pareatidae. 

## Répartition
Les 8 espèces de ce genre se rencontrent en Asie du Sud-Est.

## Liste d'espèces
Selon The Reptile Database (23 juin 2020) :
- Asthenodipsas borneensis Quah et al.[3], 2020
- Asthenodipsas jamilinaisi Quah et al.[4], 2019
- Asthenodipsas laevis (Boie, 1827)
- Asthenodipsas lasgalenensis Loredo et al.[5], 2013
- Asthenodipsas malaccanus Peters, 1864
- Asthenodipsas stuebingi Quah et al.[4], 2019
- Asthenodipsas tropidonotus (Lidth De Jeude, 1923)
- Asthenodipsas vertebralis (Boulenger, 1900)

## Publication originale
- Peters, 1864 : Über neue Amphibien (Typhloscincus, Typhlops, Asthenodipsas, Ogmodon). Monatsberichte der Königlichen Preussischen Akademie der Wissenschaften zu Berlin, vol. 1864, p. 271-276 (texte intégral).